# Жуан V
Жуан V Великодушный (порт. D. João V, o Magnânimo; 22 октября 1689[…], Лиссабон — 31 июля 1750[…], Лиссабон) — король Португалии с 1706 по 1750 годы, 11-й герцог Брагансский, из рода Браганса. Внук Жуана IV, второй сын Педру II и его второй жены Марии Софии. Его долгое 43-летнее правление можно разделить на два периода: в первом Португалия играла активную и важную роль в европейской и мировой политике, во втором, начавшемся с 1730-х годов, стратегический союз с Великобританией постепенно привёл к стагнации королевства.
Будучи королём, Жуан V стремился сделать Португалию международной державой. Для этого он направил посольства к императору Леопольду I в 1708 году, королю Франции Людовику XIV в 1715 году и папе Клименту XI в 1716 году. Кроме того, он начал спор со Святым Престолом в 1720-х годах по поводу кардинальского вопроса о том, что эту должность следует отнести к апостольскому чину в столице Португалии.
Жуан V был также великим строителем — во время его правления во многих городах, особенно в столице Португалии, возведены многочисленные здания. Король поощрял изучение португальской истории и языка, но не смог значительно улучшить условия для национального производства.

## Вклад в культуру
Материальными свидетельствами его вклада в культуру Португалии стали:
- Национальный дворец Мафра,
- Библиотека Жуанина,
- Акведук Свободных Вод в Лиссабоне,
- большинство экспонатов из коллекции Национального музея.

В нематериальной области заслуживает упоминания Королевская академия португальской истории, предшественница нынешней Португальской академии истории, а также факт создания Лиссабонского патриархата (одного из трёх западных патриархатов католической церкви).

## Биография

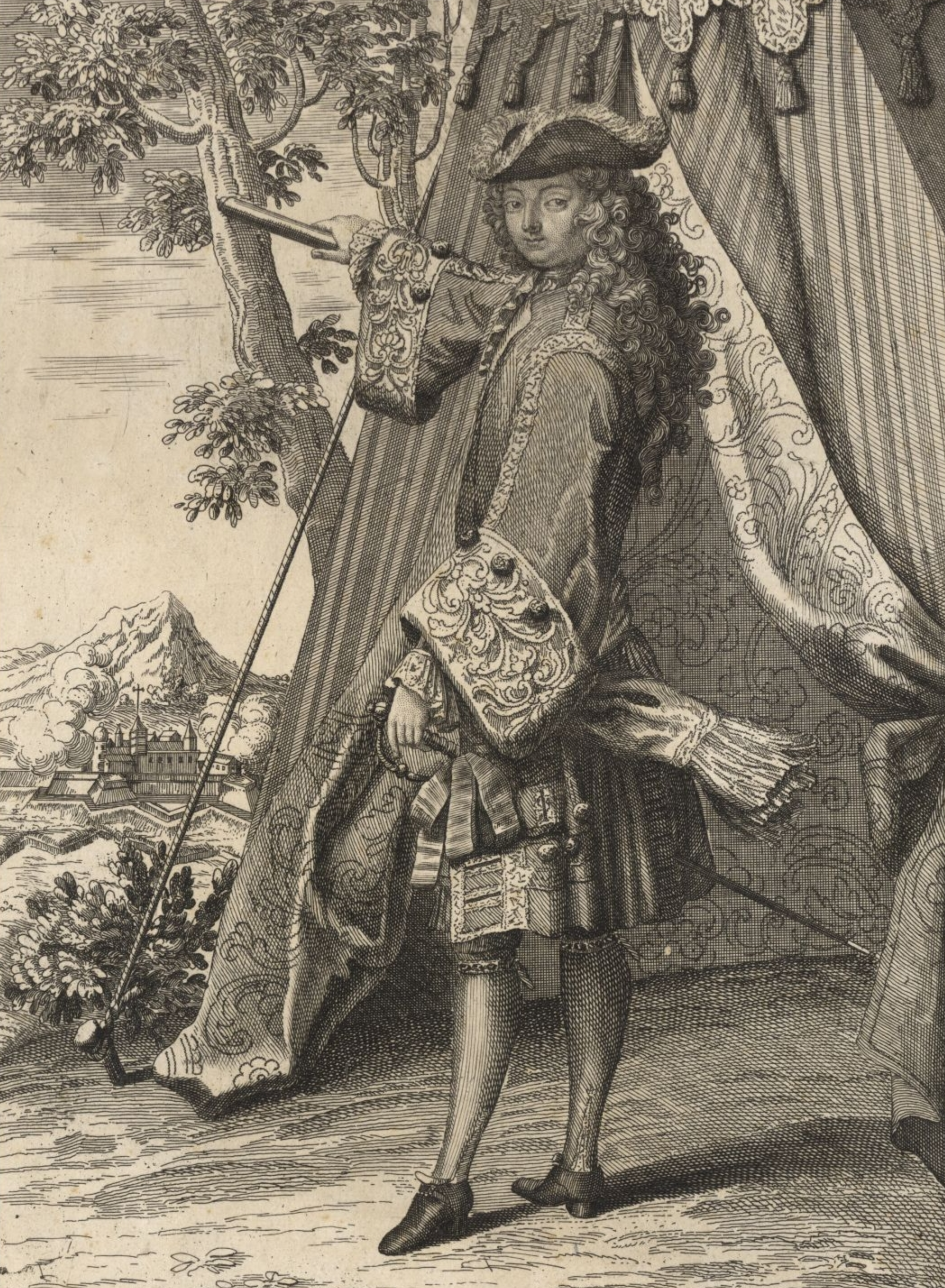
Жуан, принц Бразилии, старший сын Педру II; Berey, c. 1706.

Жуан V родился 22 октября 1689 года в Лиссабоне, умер во дворце Рибейра 31 июля 1750 года. Похоронен в Пантеоне Браганса в церкви Сан-Висенте-де-Фора.
Король был сыном Педру II и Марии Софии, графини Нейбурга. Он был приведён к присяге принца Бразилии 1 декабря 1697 года. После смерти отца 9 декабря 1706 года, он стал 24-м королём Португалии, взойдя на престол 1 января 1707 года. Следуя традиции, начатой его дедом Жуаном IV, во время Коронации он не был коронован, увенчав королевской короной вместо себя статую Богоматери с ребёнком, тем самым указав истинного Покровителя Королевства.
В детстве его обучала двоюродная бабушка, королева Екатерина Брагансская, жена Карла II Английского, которая, овдовев, вернулась в Португалию и взяла на себя ответственность за образование молодого наследника.
В 1709 году, будучи королём Португалии, Жуан V женился на Марии Анне Австрийской, дочери императора Священной Римской империи Леопольда I и сестре будущего императора Карла VI, его союзника в Войне за испанское наследство. У них родилось шестеро детей, двое из них — Жозе I и Педру III — в будущем стали королями Португалии.
Как и любой монарх своего времени, король Жуан V был заинтересован в укреплении международного авторитета своего королевства. На протяжении всего своего правления, особенно в первые два десятилетия, он пытался сделать Португалию ведущей державой, используя для этого два языка: язык оружия и язык великолепия, что характерно для эпохи абсолютизма. За это он получил прозвище «португальский король-солнце». В последние годы своей жизни он перенёс несколько приступов паралича, что ослабило его. Хотя у него и были отношения с несколькими монахинями, и даже несколько внебрачных детей от них, он все равно получил от Папы почётное звание в 1748 году.

## Начало царствования

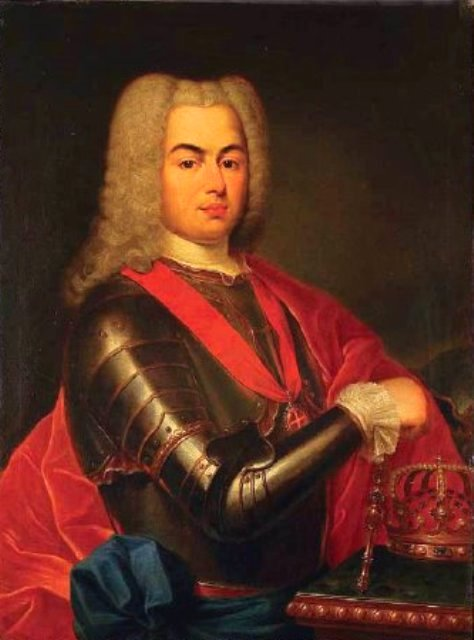
Портрет короля Жоана V с короной; 1707.

Наиважнейшим событием правления короля Жуана V стало открытие месторождений золота в отдалённом районе внутренней Бразилии в середине 1690-х годов, когда Жуан ещё был принцем Бразилии. Золото начало поступать в Португалию в конце десятилетия. В 1697 году французский посол Руайе упомянул о прибытии «перуанского» золота, оценив его количество в 115,2 кг. Два года спустя, в 1699 году, 725 кг золота прибыло в Лиссабон; к 1701 году количество увеличится до 1775 кг. Экономика колонии вступала в так называемую «бразильскую золотую лихорадку», и эксплуатация золота развязала военные конфликты в районе шахт в 1707—1709 гг., известные как война Эмбарго.
С тех пор количество золота, добываемого в Бразилии, продолжало расти в течение первой половины правления и стабилизировалось в последнее десятилетие. Только при следующем правителе производство золота начало сокращаться, что вместе с землетрясением 1755 года могло стать катастрофическим для Португалии. Но в течение жизни Жуана V никаких проблем не предвиделось: через несколько лет в Лиссабон прибыло более двадцати тонн золота. В 1720-х годах в большом количестве встречались алмазы — в основном около деревни, которая сегодня называется Диамантина.

### Война за испанское наследство
Когда Жуан V начал правление в 1707 году, Португалия была втянута в Войну за испанское наследство (1701—1714 гг.). Её начал ещё отец Жуана V, король Педру II. Он приложил усилия и заключил договор 1703 года, по которому Португалия объединилась с королевой Великобритании Анной и императором Священной Римской империи Леопольдом I против Испании и Франции. Большая англо-голландская армада прибыла в Лиссабон в 1704 году с сыном императора, эрцгерцогом Карлом на борту, и армией, которая вместе с португальскими войсками вторглась в Испанию через Португалию.
В 1706 году, за год до того, как Жуан V вступил на престол, армия под командованием португальского генерала маркиза Минаш при поддержке английских и голландских батальонов по приказу графа Анри де Массо вторглась в Испанию в районе Сьюдад-Родриго. К июню Португалия завоевала Мадрид для эрцгерцога Карла — первый и единственный раз в истории, когда португальская армия захватила столицу Испании. Сам эрцгерцог был коронован как король Испании Карл III, но вскоре после этого армия конфедератов была вынуждена отступить на юг.

### Битва при Альмансе и военные реформы

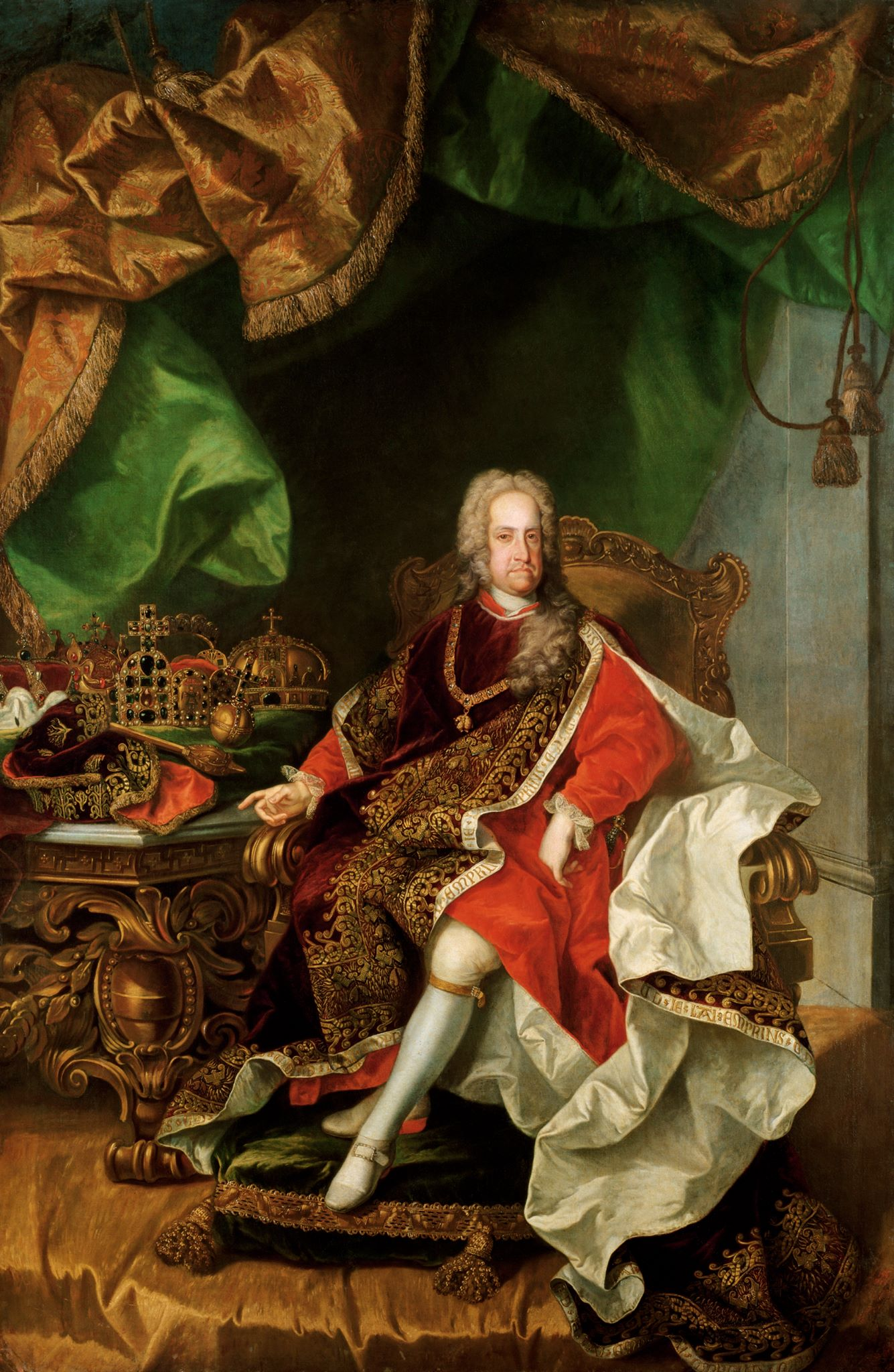
Карл VI, союзник короля Жуана V во время Войны за испанское наследство.

Когда король вступил на престол, португальская армия находилась в Каталонии, все ещё пребывающей под командованием маркиза Минаш при поддержке английских и голландских войск под командованием Анри де Массо. Долгие манёвры привели его далеко на юг. 25 апреля 1707 года в Альмансе на границе между Ла-Манчей, Валенсией и Мурсией произошла важная битва против франко-испанской армии герцога Джеймса Фитцджеймса. В битве при Альмансе удача была не на стороне португальского войска, и англо-португальская армия понесла тяжёлое поражение от франко-испанских войск.
Жуан V воспользовался этим поражением для проведения важных реформ в администрации и армии. В день своего избрания, 1 января, он назначил Томаса де Алмейду, епископа Ламегу и будущего Патриарха Лиссабонского, на важные посты. Через три дня после поражения он уволил нескольких старых советников Педру II и назначил Диогу де Мендонса Корте-Реал государственным секретарём.
В то же время началась реформа армии, в результате которой были приняты Военные приказы 1707 года, в которых старые части были преобразованы в современные полки, а титул полевого мастера теперь назывался полковником. Королевский Розарий Португалии, старейшая постоянная воинская часть Португалии (1618 г.), была преобразована в два военно-морских полка.
В том же году в результате войны, в которой находилось королевство, класс военной архитектуры и фортификации был преобразован в Военную академию при дворе. Это был только один из нескольких «классов» в Португалии и за рубежом; несколькими годами ранее ряд аналогичных классов были созданы в Виана-ду-Каштелу (1701 г.) и в Бразилии в Сальвадоре (1698 г.), Рио-де-Жанейро (1698 г.), Ресифи (1701 г.) и Сент-Луис (1705 г.).
Таким образом, король Жуан V хотел содействовать военным исследованиям, лично посещая торжественные акты экзаменов, а также переводя и печатая некоторые фортификационные и артиллерийские работы, такие как «Современное укрепление» Иоганна Фридриха Пфеффингера (1667—1730 гг.). В 1732 году он основал военные академии в Элваш, в Алентежу и в Бейрас.
Однако конец года ознаменовался очередной неудачей португальских военных операций, когда большой английский флот, насчитывающий около 150-ти кораблей, доставил подкрепление в Португалию после разгрома Альмансы. Английские войска были разгромлены близ мыса Лизард французскими эскадронами Дюге-Труэна и контр-адмирала Форбена.

### Разграбление Рио-де-Жанейро
Война за испанское наследство продолжалась. После Альмансы португальское участие ограничивалось небольшими пограничными действиями. Жизненно важным для Короны в этот период было обеспечение безопасности бразильских больших флотов от 50 до 150 кораблей, которые ежегодно привозили сахар, табак и золото из заморской провинции в сопровождении полудюжины боевых кораблей.
В 1710 году французский капер Жан-Франсуа Дюклерк с шестью кораблями попытался атаковать Рио-де-Жанейро, порт погрузки золота. Однако он был отбит силами крепостей форта, когда попытался войти в залив Гуанабара, а затем высадиться на более отдалённом пляже, чтобы сушей добраться до города, но потерпел тяжёлое поражение и оказался в тюрьме.
В 1711 году, используя знания о направлении ветров, течений и укреплениях Рио-де-Жанейро, Дюги-Труин находился в засаде за городом, с эскадрой, финансируемой королём и частными лицами. Его позиция на тот момент идеально подходила для нападения на город. На рассвете 12 сентября 1711 года, когда ветер и течение были благоприятными, а река была покрыта утренним туманом, он подошёл к городу с эскадрой из семи военных кораблей и шести фрегатов. Из-за просчитанных погодных условий ему пришлось принять лишь несколько залпов из крепостей форта, которые в прошлом году прогнали Леклерка. Затем французы вошли в залив Гуанабара и после обстрела и высадки сумели захватить город. После двух месяцев оккупации губернатор Рио-де-Жанейро согласился под угрозой разрушения города выплатить выкуп. Таким образом, операция оказалась успешной и сравнимой с разграблением Картахены де Индиас в 1697 году. Финансовые потери Короны были крайне тяжёлыми.
В марте того же года португальцы вновь захватили Миранда-ду-Дору и были окружены испанскими армиями Кампо Майор и Элваш на границе Алентежу.
В конце года родилась инфанта Мария Барбара де Браганса, будущая королева Испании; в 1729 году участвовала в так называемой «выставке принцесс».

### Утрехтский мирный договор
После смерти императора Иосифа I 17 апреля 1711 года его брат, эрцгерцог Карл, взошёл на императорский трон как Карл VI. Это сменило расстановку сил в европейской системе альянсов и означало конец Войны за испанское наследство, поскольку не могло быть так, чтобы император Австрии был также королём Испании.
Во фламандском городе Утрехт встретились делегации двух сторон. Португалию представляли граф Тароук и Луис да Кунья. 11 апреля был подписан отдельный договор с Францией. В этот же день большинство других государств подписали всеобщий договор.
Что касается французов, мир положил конец определённым спорам с Францией на Амазонке по поводу территорий Французской Гвианы, где португальцы основали будущий Манаус. Тем не менее, из-за расстояния и задержки последующих сообщений последняя битва между португальцами и французами произошла после подписания мирного договора 1713 года, на Востоке: фрегат Богоматерь из Назарета, отправившись из Макао в Гоа в декабре 1713 года, обнаружил французский фрегат в январе 1714 года. После боя французы отступили. Французское судно было настолько повреждено, что впоследствии ему пришлось покинуть спорные территории.
Не получив от военных действий большой выгоды, Жуан V вынес главный для себя урок — он научился не слишком высоко ценить европейские проблемы и искренность соглашений; впредь он оставался верным своим атлантическим, коммерческим и политическим интересам, заключая свой союз с Великобританией. Что касается Бразилии, которая, несомненно, была его главной заботой, и население которой в это время росло в геометрической прогрессии, король расширил административный, военный и технический персонал, чтобы избежать потери золота — налогов, которые были важной частью экономики Португалии.

## Война на Ближнем Востоке
В начале правления Жуана V Португалия вела войну в Европе и в Новом Свете. Так как Португалия была мировой державой, она также была вовлечена в различные конфликты на Востоке.
В Индии год восхождения на престол короля Жуана V ознаменовался началом распада империи Великих Моголов, которые традиционно поддерживали хорошие отношения с Португалией. После смерти Аурангзеба в 1707 году империя пришла в упадок, параллельно этому начала усиливаться власть Маратхской империи — сильного противника португальцев с конца XVII века. В результате, практически во время всего правления короля Жуана V португальцы находились в состоянии войны с маратхи. Адмирал маратхского флота, которого португальцы называли Ангрией, и его сыновья и преемники были особенно частой угрозой португальской и английской миссии на побережье Индии в течение первых двух десятилетий XVIII века. Другими врагами были арабы из Маската, которые потеряли свои старые владения в 1650 году. В начале XVIII века они были на пике своего могущества, завоевав территории на побережье Восточной Африки до Занзибара, включая португальскую Момбасу, своими действиями создав много проблем для экономики Португалии. Практически каждый год португальцы отправляли эскадрилью — так называемую Армаду из Гоа в Оманский залив и Ормузский пролив, чтобы защитить пути торговли с Персией и попытаться помешать силам Омана достичь Аравийского моря.

### Битва за Сурат
Конечный этап войны, которая привела арабов из Омана в Индию, произошёл в 1714—1719 годах. В 1714 году арабский флот из семи кораблей достиг нейтрального порта Сурат в Камбейском заливе, главном порту империи Великих Моголов. Вместо того, чтобы идти на юг и атаковать португальские суда в Аравийском море, как это было прежде, им пришлось остаться в порту, чтобы отремонтировать два корабля, которые были сильно повреждены во время плавания. В порту Сурата находились суда разных государств, в том числе голландские, а также два португальских судна из Макао, крупнейшее из которых и захватили арабы. Это было явным нарушением нейтралитета, действующего в порту. Вице-король Индии Васко Фернандес Сезар де Менесес, будущий граф Сабугоза и вице-король Бразилии, получил разрешение от Великого Могола атаковать арабов в самом порту, и туда была отправлена эскадра. Она состояла из корабля Nossa Senhora da Estrella, трёх фрегатов и пяти корветов. После тяжёлой битвы с вражеской эскадрой, состоящей из шести кораблей, арабы были разбиты. Фрегату Святой Франциск Ассизский не удалось присоединиться к португальскому флоту, потому что по дороге он сразился с кораблём империи Маратха, что заставило его вернуться в Гоа для ремонта.

## Брак

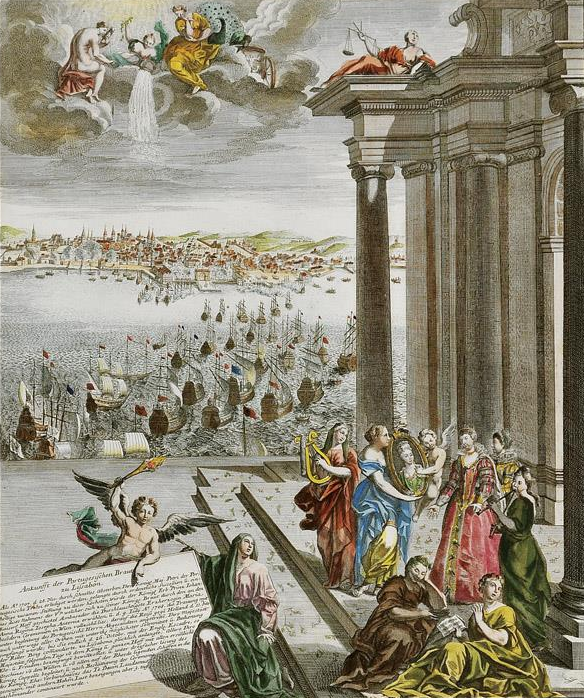
Прибытие Марии Анны Австрийской в Лиссабон; Gottfried Stein, c. 1708.

В результате Войны за испанское наследство и союза с Австрией, а также присутствия эрцгерцога Карла в Португалии, Жуан V попросил руку сестры Карла, герцогини Марии Анны Австрийской, дочери императора Леопольда I (1640—1705 гг.). Брак заключили в 1707 году. Мария была двоюродной сестрой короля Португалии по материнской линии.

## Триумф внешней политики
В Средиземном море османский султан Ахмед III (1703—1736 гг.) хотел отомстить за поражения своего брата Мустафы II. В 1715 году началась война против Венецианской республики, чтобы завоевать Морею. Вскоре Венеция обратилась за помощью к своему императору, а это, в свою очередь, повлияло на поддержку крупнейших европейских католических королевств — Испании, Франции и Португалии.
Франция, которая воевала с Австрией, ей не помогла. Тогда в 1716 году Испания отправила боевой флот в Средиземное море. Жуан V в отличие от своего брата, Инфанта Франсишку, не был влюблён в море, но, чтобы не быть превзойдённым испанским монархом, король вооружил эскадру, чтобы защитить Корфу, который был окружен турками. Граф командовал флотом из пяти кораблей — фрегатом и несколькими другими вспомогательными кораблями. Когда они достигли Корфу, турки сняли осаду. В ноябре 1716 года за посольство короля Жуана V в Риме и отправку эскадры против турок в Средиземном море папа Климент XI повысил статус архиепархии португальской столицы, создав Патриархат Лиссабона. Единственными другими патриархатами Запада были и остаются Рим и Венеция.
В 1717 году Климент XI опять обратился за помощью к королю Жуану V, который снова отправил флот в Средиземное море. У Корфу португальский флот, укреплённый двумя небольшими кораблями Мальтийского ордена, и венецианский корабль под названием Fortuna Guerriera сформировали боевую линию христианской армады. Однако португальские графы отказались подчиняться адмиралу Мальтийского ордена в качестве главы этой союзной эскадры.
Как только турецкий флот был обнаружен, началась битва при Матапао. В какой-то момент ветер стих, и христианский авангард столкнулся с авангардом из пятнадцати кораблей турецкого флота, а оставшиеся христианские корабли оказались вне досягаемости. Когда снова поднялся ветер, адмирал Ордена приказал эскадрилье отступить от врага, чтобы присоединиться к другим христианам. Но граф Сент-Винсент на борту мощного корабля не стал слушать приказ и отказался следовать манёвру. За ним последовал граф Рио-Гранде, два других португальских корабля и венецианская Fortuna Guerriera.
Благодаря неповиновению португальских графов эта небольшая группа из пяти кораблей оказалась в бою против пятнадцати турецких кораблей. Поскольку у авангарда было очень мало пороха из-за нескольких часов боя, весь авангард и сама турецкая армада повернули назад и отступили с поля битвы. Эта победа стала настоящим триумфом внешней политики Жуана V. Король получил благодарность от Климента XI, а Венеция отправила чрезвычайного посла в Лиссабон. Международный авторитет Жуана V был в самом зените.

## Международные отношения 1720—1750 гг

### Отношения со Святым Престолом

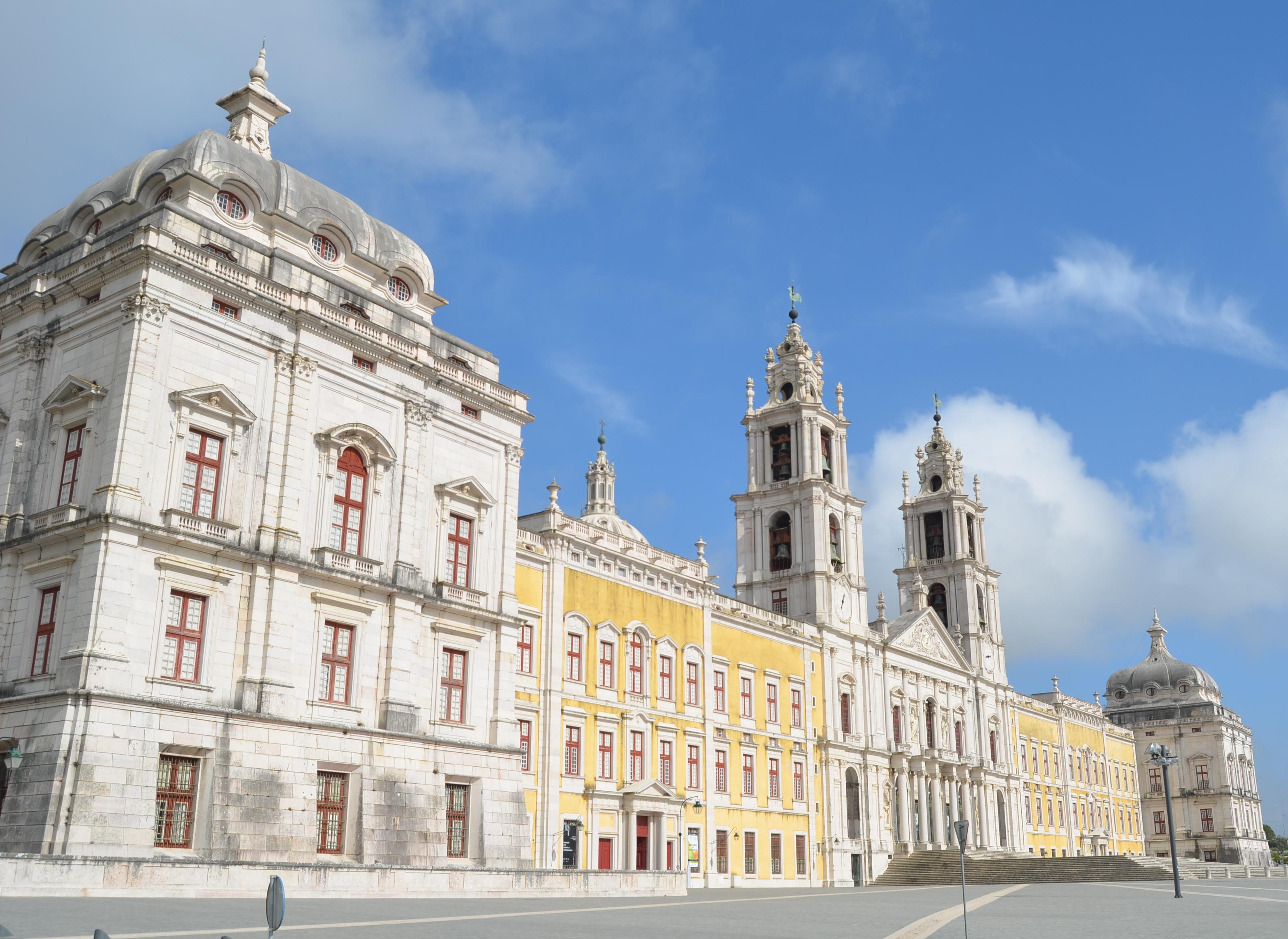
Дворец Мафра, построенный в 1717—1755 гг.

Во время Войны за испанское наследство в 1712 году Король Жуан V основал в Риме Академию Португалии, предназначенную для обучения португальских художников в городе. Его любимый архитектор — Жоан Фредерико Людовиче, автор Национального дворца Мафра, а также ювелир, проходивший обучение в Риме.
После Пожаревацкого договора 1719 года, последовавшего за разгромом турок Австрии, влияние Святого Престола в международной политике уменьшилось. Общество вошло в век Просвещения — термин, который впервые использовался во Франции в 1733 году.
Это никак не повлияло на сотрудничество короля Жуана V с Папой даже в тех случаях, когда их интересы были разными. В качестве примера можно привести то, как Португальская королевская армада предложила принести папское наследие в Китай для осуществления политики, противоречащей интересам Португалии на Востоке.

### Отношения с Китаем
Судно Король Ангелов отплыло из Лиссабона в сторону Макао 20 марта 1720 года. На нём путешествовал Патриарх из Александрии. Императором Китая на тот момент был Канси, один из важнейших во всей истории государства. Он правил более полувека и имел широкие контакты с католическими миссионерами. Император получил образование от миссионеров, а португалец Томас Перейра десятилетиями был главным придворным музыкантом. Император даже поручил миссионеру Теодорику Педрини обучать музыке трёх его сыновей, один из которых — будущий император Юнчжэн (1722—1735 гг.).
В качестве примечания следует сказать, что Король ангелов не вернулся в Лиссабон. 5 мая 1722 года после прибытия в Рио-де-Жанейро, судно было уничтожено в порту из-за взрыва пороха на борту. Его ценный груз включал в себя более сотни китайских фарфоровых изделий, а также несколько других подарков от императора Китая королю Жуану V и Папе Римскому. Они так и не были найдены и до сих пор находятся на дне залива Гуанабара.
Император Канси не оценил папское письмо и решил закрыть въезд в Китай для иностранных миссионеров. В марте 1721 года, после того как португальское судно покинуло Макао, он тут же отправил посольство королю Жуану с богатыми подарками.
Новым послом Китая был Александр Метело де Соуза и Менесес. Посол отправился в Бразилию на четыре месяца, чтобы обсудить различные вопросы и интересы Короны в колонии, и совершил месячную миссию в Батавию, куда он доставил два письма Короны генерал-губернатору голландской компании Ост-Индия перед следующей поездкой в Китай.

### Кардинал Бики
Однако был один аспект, который глубоко затронул отношения между Лиссабоном и Римом в этот период: дипломатический ранг Винченцо Бики, апостольского нунция в Лиссабоне, назначенного в сентябре 1709 года, который прибыл в Лиссабон в октябре следующего года. На протяжении более десяти лет это был один из главных героев ожесточённой борьбы интересов между Лиссабоном и Римом.
Бики, бывший апостольский нунций в Швейцарии с 1703 года, подвергся критике со стороны португальского духовенства за своё скандальное поведение в Лиссабоне, которое широко обсуждалось, особенно в связи с крупной продажей индульгенций. Эти скандалы в конечном итоге привели к тому, что Жуан V пожаловался Святому Престолу. Бики был вызван в Ватикан для объяснений.
Лиссабонская архиепархия была возведена в патриархат после первой битвы при Матапао, и король Жуан V посчитал справедливым, что Бики получит титул кардинала. Но из-за проступка Бики в Лиссабоне казалось маловероятным, что ему будет предоставлен кардинальский сан. Тогда в 1719 году Король Жуан V настоял и сообщил Святому Престолу, что он не позволит Бики покинуть Лиссабон без предварительной уверенности в том, что ему предложат титул кардинала. Этим Жуан V утверждает Португалию, как главную державу, желая приравнять Португалию к Австрии, Испании и Франции.
В сентябре 1720 года Климент XI вызвал Бики в Рим и назвал неаполитанца Джузеппе Фиррао новым дипломатическим представителем в Лиссабоне. Жуан V настоял на том, чтобы Бики не покидал Лиссабон. В начале 1721 года умирает Климент XI.
После смерти Климента XI в 1721 году Жуан V приветствовал избрание Иннокентия XIII. Он был человеком, которого монарх хорошо знал лично, поскольку новый Папа жил в Португалии в течение двенадцати лет в качестве апостольского нунция в Лиссабоне. Однако в мае 1721 года Иннокентий XIII подтвердил статус Фиррао. Португальский монарх отказался признать назначение Фиррао и продолжал требовать назначения кардиналом Бики, даже угрожая разорвать дипломатические отношения. Это в то время, когда выяснилось, что португальский военный корабль использовался как дипломатический транспорт в Китай на службе Святого Престола.
Наконец, Жуан V, который потратил огромные суммы на римскую курию, церкви, памятники и религиозные церемонии, выступил с угрозами, которые он делал и несколькими годами ранее. В 1728 году он закрыл нунциатуру в Лиссабоне и приказал всем своим подданным в Риме покинуть город и запретить всем португальцам, церковным и мирянам, поддерживать прямые отношения со Святым Престолом. Это побудило Бенедикта XIII обратиться за помощью к Филиппу V в Испании, но Жуан категорически отказался от этого посредничества. Осенью 1730 года новый папа Климент XII, избранный несколькими месяцами ранее, полностью подчинился воле короля Жуана V, пообещав выдвинуть Бики в кардиналы.
24 сентября 1731 года Бики должен был стать кардиналом-священником Сан-Пьетро-ин-Монторио. Тогда нунциатуру в Лиссабоне называли одной из самых престижных в католическом мире, наряду с Мадридом, Парижем и Веной.

### Отношения с Испанией и Англией
На протяжении всего правления короля Жуана V Португалия поддерживала нестабильные отношения с Испанией и тесный союз с Великобританией.

### Инцидент в Кабинде
На протяжении всего правления короля Жуана V самым верным союзником Португалии была Британия. В 1723 году произошёл инцидент, который, будучи исключительным, во многом раскрывает причину этого союза.
4 ноября 1722 года вице-король Бразилии написал королю письмо о голландском фрегате, который вредит португальцам на Золотом берегу. В то же время, губернатор Луанды написал королю, что англичане строят форт в Кабинде.
Кабинда всегда считалась португальцами частью Анголы, таким образом усиление Англии в регионе было Лиссабону совсем ни к чему. Король обсудил серьёзную ситуацию с заморским советом, и было решено отправить один из кораблей бразильского флота для расследования.
26 мая 1723 года корабль в сопровождении шестнадцати торговых судов отправился в Бразилию. После спасения Салвадора, судно снова пересекло Атлантику и направилось в Анголу.
В соответствии с приказами, которые он принял от Жуана V, капитан Носса-Сеньора-да-Аталайя потребовал, чтобы англичане сдали форт правительству Его португальского величества. Они отказались, и португальский корабль открыл огонь. Этого было более чем достаточно для борьбы с двумя небольшими шлюпами, экипаж которых вскоре покинул их и нашёл убежище в форте. В течение двух дней португальский корабль и английский форт обменивались залпами.
Этот инцидент отмечает единственную конфронтацию между португальскими и английскими войсками во время долгого правления короля Жуана V. Нет никаких данных о том, что португальский монарх получал какие-либо ноты протеста из Лондона. Этот инцидент важен, потому что, будучи исключением, подтверждает правило: зарубежные интересы двух держав в это время были различны. Англичане были сосредоточены в основном в Карибском бассейне и Северной Америке, португальцы — в Южной Америке, Африке и Индии, где интересы англичан все ещё были целиком в руках Ост-Индийской компании. Таким образом, интересы двух Корон не вступали в противоречие, что объясняет долговечность союза Португалии и Великобритании в этот период.
Что касается Носса-Сеньора-да-Аталайя, судно вернулось в Луанду с новостями, а в декабре отправилось на Золотой Берег, в соответствии с королевскими приказами. После короткой остановки в португальских владениях острова Принсипи, Гвинейского залива и форта Аджуда, корабль прибыл в голландский замок Мина. Здесь обнаружилось, что голландский фрегат, который беспокоил португальское судоходство, был пиратским кораблём, который португальский корабль вскоре потопил пушечным огнём.

### Обмен принцессами
В отличие от очень стабильных отношений с Великобританией, отношения Португалии с Испанией постоянно терпели взлёты и падения.
Спустя несколько лет после заключения мира, отношения между двумя иберийскими королевствами заметно улучшились. Луис да Кунья, великий дипломат, присутствовавший при заключении мирного договора, был назначен послом в Мадриде в 1719 году. Город Колония-дель-Сакраменто, потерянный португальцами в 1705 году, был возвращён спустя десять лет, и не было ничего, что могло бы указать на грядущие конфликты. В 1723 году португальцы основали в том же регионе город Монтевидео, нынешнюю столицу Уругвая. Реакция испанцев из Буэнос-Айреса была немедленной, предполагая будущие противоречия.
С 1723 года юная португальская инфанта Мария Барбара, дочь Жуана V, была обещана ещё более молодому принцу Астурийскому, Фердинандо. В 1725 году испанская дипломатия сочла принца Бразилии Жозе I идеальным женихом для инфанты Марианны Виктории Испанской, дочери Филиппа V. Таким образом, союз между двумя королевскими домами был преобразован в двойной консорциум, и были созданы исключительные условия для единства полуострова. Двойной брак наследных принцев с принцессами соседнего королевства произошёл после так называемой «выставки принцесс».

### Война с Испанией

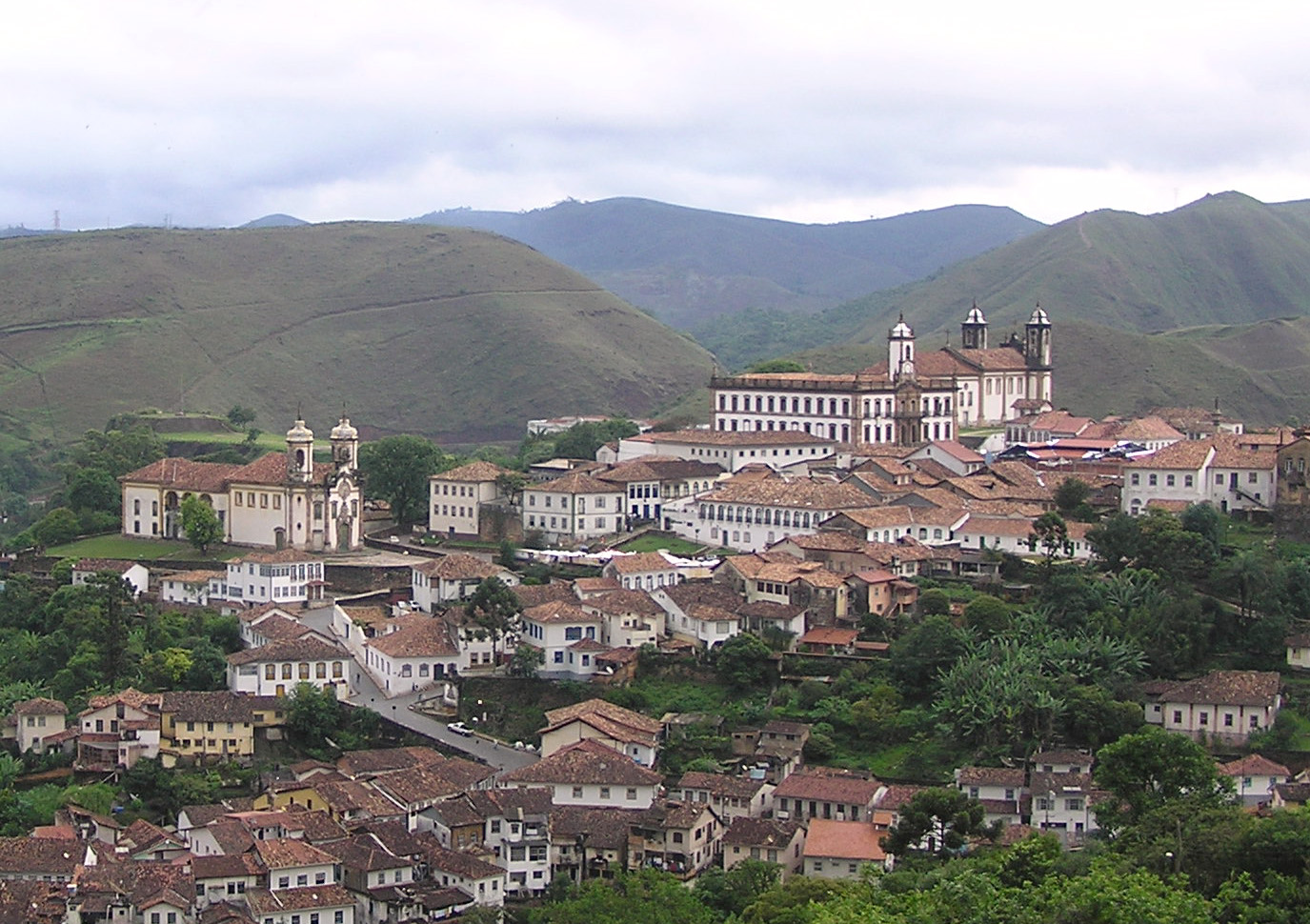
Город Ору-Прету, центр бразильской золотой лихорадки.

С самого начала правления короля Жуана V основной спор между Португалией и Испанией был не на иберийской границе, а в далёком Рио-де-ла-Плата: его предметом была Колония-дель-Сакраменто. С тех пор как португальцы основали этот город рядом с Буэнос-Айресом в 1680 году, испанцы хотели вытеснить их из региона.
Настоящие проблемы начались в следующем десятилетии, когда португальцы усилили колонизацию Риу-Гранди-ду-Сул в 1733 году. В 1734 году войска Буэнос-Айреса взяли в осаду Колония-дель-Сакраменто, которая была спасена лишь благодаря подкреплению, присланному из Рио-де-Жанейро. Монтевидео все ещё был оккупирован испанцами, которые привели туда немалую армию. Отношения между Португалией и Испанией быстро ухудшались, и уже в феврале 1735 года произошёл «инцидент с посольством» — испанская охрана вошла в португальское посольство в Мадриде и заключила в тюрьму девятнадцать сотрудников посольства, что вызвало возмущение Жуана V.
Затем Жуан V решил отправить сильную эскадру в Рио-де-ла-Плата, чтобы отстаивать интересы Португалии в регионе. В 1736 году в Южную Америку были отправлены шесть военных кораблей, которые обнаружили в Серебряном море испанскую эскадру из пяти малых кораблей и трёх фрегатов. В результате столкновений, в которых ни одна из сторон не потеряла корабли, испанцы не смогли помешать португальской эскадре под командованием Луиса де Абреу Прего прорвать морскую блокаду Колония-дель-Сакраменто и начать блокаду Монтевидео. В течение года, с 1736 по август 1737 года, португальская эскадра блокировала испанскую армию в Монтевидео, но при этом испанская эскадра в Серебряном море даже не пыталась бросить вызов португальцам. Единственным кораблём, потерянным во время этого конфликта, был испанский фрегат.
Пока это происходило, король Жуан V вступил в союз с Великобританией. В результате англо-португальского альянса, летом 1736 года в Лиссабон прибыла мощная армада, состоящая из двадцати шести военных кораблей — практически эквивалентная всему испанскому королевскому флоту — по приказу адмирала флота сэра Джона Норриса. Большая часть этого флота оставалась в Лиссабоне до следующего лета, после перемирия в Париже.
Это объясняет, почему Жуан V мог отправить флот в Рио-де-ла-Плата, не беспокоясь о защите вод метрополии, и почему Испания быстро подписала перемирие с Португалией.

#### Мадридский договор
Во время правления Жуана V население Бразилии увеличилось в несколько раз. Земельные границы территории были распространены на Запад, за пределы Тордесильясского договора. Конфликтов с Испанией было несколько. В дополнение к проблеме Рио-де-ла-Плата, были также споры на Амазонке, где португальцы в 1669 году построили форт Сан-Хосе-да-Барра-ду-Рио-Негро в современном Манаусе.
По мере того, как Португалия и Испания всё больше заселяли свои владения в Америке, необходимо было подписать новый договор о границах между двумя Коронами в Новом Свете. В 1746 году начались переговоры. К этому времени у Жуана V уже были проблемы со здоровьем, и главными ответственными за переговоры были виконт Вила Нова де Сервейра, чрезвычайный посол в Мадриде, и Лоренс де Гусман, опытный дипломат, родившийся в самой Бразилии.
Подписанный 13 января 1750 года, Мадридский договор обеспечил Португалии европейское признание границ Бразилии. Португалия таким образом сохранила господство на реке Амазонке, значительно увеличив размер Бразилии. Договор грубо определил границы современной Бразилии.
В соответствии с договором Португалия также передала Колония-дель-Сакраменто Испании, получив территориальную компенсацию.

### Потеря Северной провинции
Через несколько десятилетий после смерти Аурангзеба в 1707 году, к несчастью португальцев в Индии, Империя Великих Моголов стала распадаться.
Империя маратхов не смогла стать серьёзной угрозой в Аравийском море. Адмирал маратхов, Канходжи Ангре, которого сегодня рассматривают как первого великого индийского адмирала, был по существу полунезависимым капером.
Империя Маратхов была слаба на море, но мощна на суше. С 1720 по 1740 год пешвой маратхов был Баджи-рао I. Это величайший военный вождь в истории маратхи. Он владел португальской Северной провинцией: береговой линией Бомбея, подаренной англичанам к свадьбе Екатерины Брагансской с Карлом II в Англии в 1662 году. Вся эта прибрежная полоса была полностью в руках португальцев со времён Куинхентоса.
В последние дни 1738 года Баджи-рао I, который в прошлом году разграбил Дели, столицу Империи Великих Моголов, вторгся в северную провинцию. Одновременно с этим, вторая маратхская армия вышла из Восточных ворот и вторглась на территорию Гоа, столицы португальцев в Азии. Именно тогда вице-король Индии послал войска в Басаим для усиления гарнизона, и Гоа таким образом ожидал подкрепления Королевства. 8 марта вице-король отправил всех европейских женщин и детей в крепость Мормугао. Через два дня предложили открыть переговоры с маратха. Условия были просты — они отказались бы от завоеваний в Гоа, если бы португальцы покинули Северную провинцию. Мирный договор был подписан 2 мая, а 12 мая Басаим сдался. Из гарнизона в 1200 человек, 800 погибли. Оставшимся в живых было разрешено покинуть крепость с развёрнутыми флагами. Однако договор не был полностью выполнен обеими сторонами: португальцы сохранили Деймон и Чаул, а также различные земли маратха в Гоа.
Когда в Португалии стало известно о вторжении, Жуан V решил послать флот из четырёх кораблей и двух фрегатов в Армаду-де-Индию того года под командованием Луиса де Абреу Прего с десантом в 2000 человек для укрепления обороны Индии. На борту был также граф Эрисейра, только что ставший маркизом Луричаля и назначенный новым вице-королём. Но когда он прибыл в Гоа в феврале 1741 года, граф Сандомил, в соответствии с новым договором подписанным в сентябре 1740 года, доставил Чаула, эвакуированного в январе 1741 года.
В конечном итоге, была потеряна вся Северная провинция, которая в течение двухсот лет являлась португальской, за исключением Дамана, который оставался португальским до 1961 года. Также многие земли вокруг Гоа были завоёваны до Боунсоло подкреплением маркиза де Луришаля.
Ко всему этому, последняя португальская территория в Марокко в это время подверглась нападению султана Марокко, но португальцы всегда успешно могли защитить Мазагао. Португальцы отбили семь нападений захватчиков за эти годы.

### Новые достижения
В сентябре 1744 года прибыл новый наместник, маркиз Каштелу-Нову который четверть века назад был губернатором Сан-Паулу. В 1746 году было решено начать широкомасштабное вторжение на Боунсоло к северу от Гоа, чтобы окончательно покорить эти земли.

## Культура

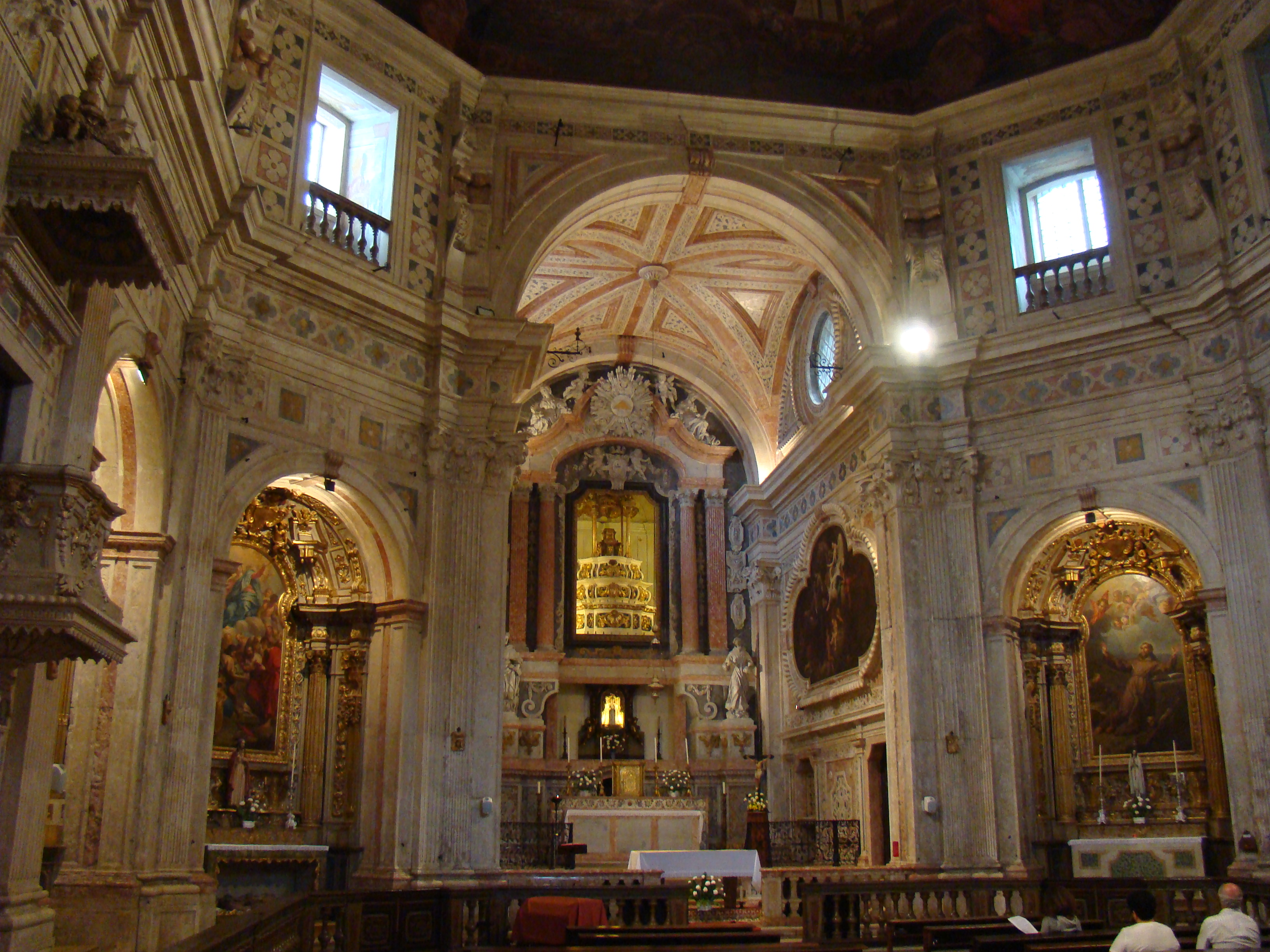
Церковь Бога-Сына, 1711 г.

### Архитектурные проекты
Европейская культура того периода переживала расцвет барокко. Жуан V вложил значительную сумму в строительные проекты в Лиссабоне, которые должны были бы преобразовать столицу метрополии в новый Рим. Одним из самых ранних и самых красивых проектов, а также одним из немногих, переживших землетрясение 1755 года, является восьмиугольная церковь Бога-Сына, построенная в 1711 году. Другим сохранившимся зданием был Дворец и женский монастырь в честь Богоматери.
В его царствование велись дискуссии о возможном строительстве Королевского дворца и Патриаршего собора как символа Императорской власти монарха и Патриарха, епископа Лиссабона по Папской булле. Строительная площадка предполагалась либо в прибрежной зоне к западу от Террейру-ду-Пасу, либо в самой Террейру-ду-Пасу. Первоначальные исследования были проведены итальянским архитектором Филиппо Юварра, который прибыл в Лиссабон в январе 1719 года и работал до июля того же года.
Жуан V увлекался книгами. По этой причине, в 1720-х годах основным проектом для короля было строительство библиотеки Жуанина в университете Коимбры, начатой в 1717 году и завершённой в 1728 году. После того как строительство библиотеки была завершено, Жуан V приказал построить Башню университета, завершённую в 1733 году. В то же время, когда началось строительство университетской библиотеки, Жуан V собрал средства, имеющиеся в распоряжении университета, для покупки книг.
Финальным проектом короля была часовня Святого Иоанна Крестителя, одна из самых богатых в христианском мире. Передняя часть алтаря этого величественного сооружения оформлена аметистом, колонны покрыты лазуритом, стены облицованы агатом и порфиром. Отдельного внимания заслуживает мозаика в виде армиллярной сферы на полу перед алтарём. Жуан V внимательно следил за строительством, несколько раз вмешиваясь в проект, который включал не только саму часовню, но и большую коллекцию предметов культа из золота и серебра, представляющих собой вершину ювелирного дела в стиле барокко. Эти предметы, а также картины теперь выставлены в Музее сакрального искусства Сан-Роке.
В 1719 году была создана архиепархия Белен-до-Пара, и Жуан V настаивал на том, чтобы в Бразилии было создано две новые епархии, что и должно было произойти с созданием архиепархии Сан-Паулу. Португалия все больше заявляет о себе как одно из ведущих католических государств, и великолепное здание часовни Святого Иоанна Крестителя, как и другие архитектурные проекты Жуана V, способствовало росту авторитета Португалии перед папой Климентом XII.
Среди менее известных проектов монарха — смотровая площадка Сан-Педро-де-Алькантара, с которой открывается один из самых красивых видов португальской столицы. Эта высочайшая обзорная точка, известная всем лиссабонцам, была построена в 1740-х годах по инициативе Жуана V.

### Литературные произведения
Будучи заинтересованным в утверждении Португалии как великой державы, Жуан V также использовал литературную продукцию для достижения этой цели. Его правление было отмечено большим количеством литературных произведений на темы, связанные с историей, географией и португальским языком. Здесь наглядным примером является Португальский и латинский словарь — первый словарь португальского языка, десять томов Рафаэля Блуто (1638—1734 гг.), которые были опубликованы в период с 1712 по 1721 год.
Жуан V стремился поощрять литературные произведения на португальскую тему, и в 1720 году для этой цели основал Королевскую академию португальской истории с собственной прессой и многочисленными французскими и фламандскими учёными. В течение следующих двадцати лет Академия будет публиковать огромное количество произведений из рукописных хроник португальского Средневековья таких летописцев, как Фернан Лопиш, Руи де Пина или Дуарте Гальван.
Учёные академии также обогатили португальскую культуру того времени работами других государств и наций, такими как история Ордена тамплиеров, Мальтийского ордена или Историческая география всех суверенных государств Европы в двух томах (1734—1736 гг.). Однако, как это отражено в названии самой академии, приоритетом, конечно же, была Португалия.
Величайшей работой академии была Генеалогическая история Королевского дома Португалии, выполненная Антониу Каэтану де Соза (1674—1759 гг.). Это один из важнейших трудов эпохи правления короля Жуана V, являющийся кульминацией богатой португальской традиции генеалогических исследований XVIII века (например, Родословник графа дона Педру, Общая хроника Испании 1344 г.). 13 томов истории Португалии с 14203 страницами и 6 томов документальных свидетельств с 4580 страницами были опубликованы в период между 1735 и 1749 годами. Другой важной публикацией был Описательный картограф Рейно де Португалия (1739 г.), в котором содержится точный список всех провинций и муниципалитетов Королевства. В конце правления короля, Луиш Антониу Вернёй (1713—1792 гг.) написал работу Истинный метод изучения. Исследование и философское эссе о преподавании в Португалии в двух томах, опубликованных в 1746 году, значительно превосходили Новую школу обучения чтению и письму (1722 г.) Мануэля де Андраде де Фигейреду (1670—1735 гг.).
Будучи библиофилом, Жуан V также отдавал предпочтение некоторым авторам, позволяя публиковать произведения, которые без вмешательства монарха, возможно остались бы ненапечатанными. Также были переизданы работы, считавшиеся очень редкими — например, Договор древних и современных открытий Антонио Гальвана (1735 г.).
В начале 1740-х годов король приказал послу в Риме собрать коллекцию всех произведений, которые касались истории Португалии, а также Себастьяну Жозе де Карвалью-и-Мелу, тогдашнему Полномочному министру в Лондоне, собрать коллекцию всего, что принадлежало еврейским обрядам, законам и обычаям, включая еврейские священные писания на любом из живых языков — что будущий маркиз Помбал и сделал, собрав ценную коллекцию, которая прибыла в Лиссабон в 1743 году.
Другими известными португальскими учёными и писателями этой эпохи были Якоб де Кастро Сарменто (1691—1762 гг.), Антонио Рибейру Санчес (1699—1783 гг.), Франсиско Ксавье де Оливейра и Рыцарь Оливейры (1702—1783 гг.).

### Искусство и научная литература
Благодаря многочисленным заказам Жуана V, королевского дома и португальской знати, искусство заметно развивалось, и барокко достигло большой художественной утончённости — в дополнение к архитектуре, также и в декоративно-прикладном искусстве, живописи, украшениях и мебели. Были разработаны определённые национальные стили: азулежу и, в особенности, искусство резьбы по позолоте. Сосуществование с другими культурами, особенно в Индии, открыло путь иностранным влияниям, а также развитию декоративных языков, таких как индо-португальский и шинуазри.
Знаменитыми художниками этого времени были Виейра Луситано (1699—1783 гг.), Хосе де Алмейда (1700—1769 гг.), скульптор Висенте де Алмейда. В Бразилии известным мастером-строителем был Мануэль Франсиско Лиссабон из Оуро-Прету, отец Антониу Франсишку Лишбоа. В Бразилии коллекцию произведений искусства эпохи Жуана V можно увидеть, например, в музее сакрального искусства Сан-Паулу.
Жуан V высоко ценил музыку, поэтому он основал в 1713 году музыкальную семинарию, которая сначала работала во дворце архиепископов, а затем в монастыре Сан-Франциско. В 1739 году был открыт оперный театр в дворце Белен. Значение которое король придавал музыке, можно увидеть на примере нанятого им maestro di capella Доменико Скарлатти, который также был преподавателем музыки инфанты Барбары.
Помимо национальной историографии, монархом была почитаема медицина, в особенности переводами иностранных произведений, таких как Анатомическая хирургия и Вопросы и ответы (1715 г.).
Наука в Португалии не достигла заметного развития во времена правления Жуана V. Этому, несомненно, поспособствовала цензура инквизиции. Даже медицина пострадала от её деятельности, поскольку многие врачи были евреями. Однако в этом научном застое мы находим явное исключение: инженерное дело. Эпоха царствования короля явила выдающихся инженеров, таких как Мануэль де Азеведо Фортес (1660—1749 гг.), главный инженер Королевства в 1719 году.

### Знать
Царствование Жуана V было относительно стабильным в отношении дворянства. Всего было около пятидесяти титулованных дворянских домов, принадлежавших к той элите, которую мы можем наблюдать, в Книге оружейников 1509 года и которые всё ещё сохранили свои силы и привилегии. Благодаря бразильскому золоту, король мог вознаграждать высшее дворянство за верность. Португальское общество при Жуане V во всех отношениях было типичным обществом старого режима.

### Дворянское сдерживание
Необычным аспектом правления Жуана V, которым Португалия выделяется среди основных европейских королевств, было ограничение распределения благородных титулов монархом, в отличие от распределения простых дворянских дворов Королевского дома.
Во всех европейских королевствах в эту эпоху была высокая «благородная инфляция»: монархи значительно увеличивали число титулованных дворян, часто присуждая титулы в качестве награды. Например, в соседней Испании насчитывалось 144 дворянских титула в 1621 г. до 528 в 1700 г., и эта тенденция сохранялась во времена Жуана V.
В Португалии, однако, этого не наблюдалось. В 1640 году во время Реставрации насчитывалось 56 дворянских титулов. В результате решения Жуана IV, некоторые титулы сторонников Испании были аннулированы, а новые получили сторонники португальской независимости. С окончанием Войны за независимость в 1668 году, к 1670 году в Португалии насчитывалось лишь 50 титулов. В 1700 году их число достигает 51, и в 1730 году, в середине долгого правления короля Жуана V, это количество не изменилось.
Жуан V, как его отец Педру II, и его сын Жозе I, редко удостаивали дворянских титулов. Также, титулы могли быть прерваны из-за отсутствия правопреемства. За 43 года правления, исключая своего двоюродного брата, Жуан V присвоил титулы только десяти дворянам.

### Очищение крови
Королевство Португалия было официально католическим, и в нём не было места для других религий. Число протестантов, считавшихся еретиками, в Португалии было небольшим. Число новых христиан было значительным, хотя оно варьировалось от региона к региону. И некоторые из этих новых христиан были криптоиудеями, то есть всё ещё тайно практиковали иудаизм.
По этой причине во времена правления короля Жуана V также существовали старые законы XVI века, которые требовали отсутствия предков евреев или мусульман, чтобы занимать самые разные должности в королевстве. Чтобы получить повышение или быть посвящённым в рыцари в одном из военных орденов, необходимо было доказать это «очищение крови».
Инквизиция в этот период, все ещё преследуя евреев, была также механизмом престижа в обществе. В обществе, в котором было невозможно получить благородные звания для тех, кто не принадлежал к чрезвычайно ограниченной элите из нескольких дюжин семей, престиж проходил через простые суды Королевского дома и Военные ордена и «очищение крови».
Инквизиция в Португалии в то время также функционировала как простой эмитент сертификатов «очищения крови». Он проводил жанровые квалификации и передавал гражданам, которые требовали — и платили. И это было неважной частью их обязанностей.
Была также категория членов священной канцелярии, которая также требовала «очищения крови». Родственники были местными агентами инквизиции из авторитетной семьи доказанных предков, которые помогали суду подавать жалобы на местном уровне. Однако в это время достоинство часто было просто вопросом местного престижа — хотя в городах и посёлках с большим количеством новых христиан, как правило были знакомые. Недавние исследования для муниципальных земель Брагансы в Алентежу- села Альтера, Аррайолуш, Борба, Эвора-Монте, Монфорти, Монсараш, Портел, Созел и Вила-Висоза- предполагают, что число родственников не будет высоким за время правления короля Жуана V по-видимому их численность со временем увеличивалась именно по мере того, как уменьшалась важность инквизиции.

### Цензура Инквизиции
В дополнение к преследованию криптоиудеев и выдаче сертификатов «очищения крови», суд Священной канцелярии также занимался цензурной деятельностью. Был принят официальный Индекс запрещённых книг, которые рассматривались как противоречащие доктрине католической церкви. Любая работа перед публикацией должна была пройти цензуру инквизиции и получить необходимые лицензии от Священной канцелярии. Лишь несколько учреждений имели такой высокий статус, что были освобождены от цензуры Священной канцелярии и зависели только от своих собственных цензоров. Одним из таких учреждений была Королевская академия португальской истории, которая имела четырех цензоров.
Но негативный эффект от цензуры Инквизиции не должен преувеличиваться. Все европейские государства во времена короля Жуана V использовали некоторую форму цензуры. Основное различие заключалось в том, что на протестантском севере была большая научная свобода, а на католическом юге эта свобода была меньше.
Благодаря историческим исследованиям в недавно открытых архивах Ватикана стало известно, что вопреки распространённому мнению, южноевропейская католическая инквизиция была в большинстве случаев мягче, чем в североевропейских протестантских церквях. Трибунал Священной канцелярии в Португалии продолжал свою деятельность и занимался преследованием различных форм неортодоксального мышления. Это, несомненно, препятствовало свободной передаче идей в обществе и задерживало научное и социальное развитие страны.

### Борьба против роскоши
Помимо своей показной политики и поддержания отношений с несколькими монахинями, Жуана V сегодня в основном помнят за его строительные проекты. Король также пытался стимулировать индустриализацию королевства. Он всегда проявлял интерес к созданию предприятий и других компаний, которые могли бы укрепить экономику Королевства. В начале своего правления он основал Торговую компанию Макао (1710 г.), производство бумаги (Лозан, 1716 г.), фабрику по производству шёлка (Лиссабон, 1734 г.). Созданием таких производств Жуан V стремился заменить иностранный импорт национальным производством в жизненно важных секторах экономики.
Все законы против роскоши в Королевстве были направлены на ограничение чрезмерного использования импортных предметов для предотвращения оттока золота из страны. Подобные законы начал принимать Педру II, отец Жуана V (1677, 1686 и 1698 гг.). Аналогичным образом, несколько раз за его долгое правление (первый закон в 1708 году, а последний — в 1749 году) принимались законодательные акты Жуана V. Были разработаны чрезвычайно детальные указания, определяющие какие социальные группы могут использовать материалы, такие как шёлк и кружево на костюмах, золото и серебро, стекло и хрусталь и т. д.
Эти законы преследовали две цели: социальную дифференциацию подданных короля, и, главное, ограничение импорта, в то время как собственное производство стремилось удовлетворить потребности Королевства.
Борьба против роскоши была замечена в XVIII веке практически во всей Европе, последний случай был в Дании 1783 года, когда пытались определить какие вина можно пить и в каких случаях. Политика Жуана V по продвижению производства и импортозамещения в целом не имела никакого эффекта.

### Эмиграция в Бразилию
Ещё одним фактором правления короля Жуана V была массовая эмиграция в Бразилию из-за привлекательности золотодобычи. Именно в это время Португалия фактически начала заселение Бразилии, население которой увеличилось в четыре раза за время правления короля и составляло около 300 000 человек.
Каждый год несколько тысяч португальцев, в основном из Минью, эмигрировали в Бразилию. В попытке контролировать этот исход, был принят закон, который должен был регулировать миграцию, но безрезультатно.

## Здоровье и смерть короля
Жуан V всегда имел крепкое здоровье, но страдал меланхолией. В 1716 году он отправился на лечение в Вила-Висоза. Это первый случай, когда его супруга, королева, была регентом королевства в его отсутствие. 10 мая 1742 года, в возрасте 52 лет, у короля случился инсульт, который один свидетель описал следующим образом: «ступор лишил его чувств и парализовал, лишив речи». Жуан V излечился, посещая бани в Калдаш-да-Раинья и Святилище из Назарета. Второй инсульт произошёл, когда королева была регентом королевства. Жуан V вернулся к управлению через короткое время, но был уже менее энергичен.
В последние годы своей жизни король отправлялся в Калдаш-да-Раинья ещё на двенадцать дней для выздоровления и отдыха, но постепенно становился всё более больным и слабым. В июле 1750 года ему стало хуже, и 31 июля 1750 года король умер после более чем сорока лет правления. Рядом с ним до конца находились королева, принц Жозе I, сыновья Педру и Антонио, будущий кардинал да Кунья и придворные врачи. Похоронен в Пантеоне Браганса рядом с женой в монастыре Сан-Висенте-де-Фора в Лиссабоне.

## Наследие
В последнее десятилетие правления короля Жуана V добыча золота в Бразилии достигла своего пика: несколько тонн золота приходило в Лиссабон каждый год. Попытки стимулировать торговлю и производство Королевства были немногочисленны и недостаточны.
Жуан V на протяжении всего своего правления пытался утвердить Португалию в качестве ведущей державы и предпринял попытки развить промышленность, которые оказались совершенно недостаточными.

## Семья
Был женат на Марии Анне Австрийской, третьей дочери императора Священной Римской империи Леопольда I. В этом браке родилось шестеро детей:
- Барбара (1711—1758) — супруга короля Испании Фердинанда VI
- Педру[порт.] (1712—1714)
- Жозе I (1714—1777) — женат на Марианне Виктории Испанской
- Карлос[порт.] (1716—1730)
- Педру III (1717—1786) — женат на родной племяннице, королеве Португалии Марии I
- Александр[порт.] (1723—1728)

Жуан V также был отцом трёх внебрачных сыновей и двух дочерей. Бастарды мужского пола были официально признаны королём в секретном документе 1742 года, когда его разбил паралич. Обнародован документ в 1750 году после смерти монарха.
- Антониу (1704—1800), рыцарь Ордена Христа, от Луизы Мачадо Монтейро
- Гаспар[порт.] (1716—1789), архиепископ Браги, от Магдалены Энрикеш да Силва
- Жозе (1720—1800), Великий Инквизитор Португалии, от монахини Паулы де Одивелаш
- Ана Мария (1731—1808), от Луизы де Менезес
- Жуана Рита, от неизвестной матери (предположительно, француженки)

## Память
Имя короля носит Библиотека Жуанина, построенная в годы его правления и относящаяся к Коимбрскому университету.